# 11a etapa del Tour de França de 2009
L'11a etapa del Tour de França de 2009 es disputà el dimecres 15 de juliol sobre un recorregut de 192 quilòmetres entre Vatan i Saint-Fargeau. El vencedor fou el britànic Mark Cavendish, que d'aquesta manera aconseguia la seva quarta victòria de la present edició.

## Recorregut de l'etapa
Etapa totalment plana, amb sols dues petites dificultats muntanyoses de quarta categoria, entre dues petites viles que acollien el Tour per primera vegada. L'arribada és en lleuger ascens.

## Desenvolupament de l'etapa
Johan van Summeren (Silence-Lotto) i Marcin Sapa (Lampre-NGC) s'escaparen al km 24 de l'etapa. La seva màxima diferència fou de 4' 15" al km 41, però a partir d'aquest moment la diferència fou controlada pel gran grup i anà baixant fins a ser agafats a 5 km de l'arribada. El Team Columbia-HTC, treballant pel Mark Cavendish, fou l'encarregat de la captura.
A l'esprint Mark Cavendish demostrà ser el més fort de l'especialitat i tornà a guanyar, sent aquesta la seva quarta victòria d'etapa de la present edició i igualant el rècord de victòries d'un ciclista britànic, fins al moment en poder de Barry Hoban, amb 8 triomfs parcials. Aquesta victòria d'etapa i la cinquena posició de Thor Hushovd provocaren el canvi de líder de la classificació per punts. Tyler Farrar, per la seva part, aconseguia la segona posició per tercera vegada en la present edició.

## Esprints intermedis
| 1r | Johan van Summeren | 6 pts |
| 2n | Marcin Sapa        | 4 pts |
| 3r | Lloyd Mondory      | 2 pts |

| 1r | Marcin Sapa        | 6 pts |
| 2n | Johan van Summeren | 4 pts |
| 3r | Cyril Dessel       | 2 pts |

| 1r | Johan van Summeren | 6 pts |
| 2n | Marcin Sapa        | 4 pts |
| 3r | Cyril Dessel       | 2 pts |

## Ports de muntanya
- Cota d'Allogny. 267m. 4a categoria (km 45,5) (1,5 km al 4,5%)

| 1r | Johan van Summeren | 3 pts |
| 2n | Marcin Sapa        | 2 pts |
| 3r | Egoi Martínez      | 1 pts |

- Cota de Perreuse. 342m. 4a categoria (km 150) (2,0 km al 4,6%)

| 1r | Marcin Sapa        | 3 pts |
| 2n | Johan van Summeren | 2 pts |
| 3r | Franco Pellizotti  | 1 pts |

## Classificació de l'etapa
|    | Ciclista          | Equip                 | Temps      |
| -- | ----------------- | --------------------- | ---------- |
| 1  | Mark Cavendish    | Team Columbia-HTC     | 4h 17' 55" |
| 2  | Tyler Farrar      | Garmin-Slipstream     | m. t.      |
| 3  | Iauhèn Hutaròvitx | FDJ                   | m. t.      |
| 4  | Óscar Freire      | Rabobank ProTeam      | m. t.      |
| 5  | Thor Hushovd      | Cervélo TestTeam      | m. t.      |
| 6  | Leonardo Duque    | Cofidis               | m. t.      |
| 7  | Gerald Ciolek     | Team Milram           | m. t.      |
| 8  | Lloyd Mondory     | AG2R La Mondiale      | m. t.      |
| 9  | William Bonnet    | Bbox Bouygues Telecom | m. t.      |
| 10 | Nikolai Trússov   | Team Katusha          | m. t.      |

## Classificació general
|    | Ciclista              | Equip             | Temps       |
| -- | --------------------- | ----------------- | ----------- |
| 1  | Rinaldo Nocentini     | AG2R La Mondiale  | 43h 28' 59" |
| 2  | Alberto Contador      | Team Astana       | + 6"        |
| 3  | Lance Armstrong       | Team Astana       | + 8"        |
| 4  | Levi Leipheimer       | Team Astana       | + 39"       |
| 5  | Bradley Wiggins       | Garmin-Slipstream | + 46"       |
| 6  | Andreas Klöden        | Team Astana       | + 54"       |
| 7  | Tony Martin           | Team Columbia-HTC | + 1' 00"    |
| 8  | Christian Vande Velde | Garmin-Slipstream | + 1' 24"    |
| 9  | Andy Schleck          | Team Saxo Bank    | + 1' 49"    |
| 10 | Vincenzo Nibali       | Liquigas          | + 1' 54"    |

## Classificacions annexes

### Classificació per punts
| Classificació per punts | Total   |
| ----------------------- | ------- |
| Mark Cavendish          | 176 pts |
| Thor Hushovd            | 169 pts |
| José Joaquín Rojas      | 110 pts |

### Classificació de la muntanya
| Classificació de la muntanya | Total  |
| ---------------------------- | ------ |
| Egoi Martínez                | 79 pts |
| Christophe Kern              | 59 pts |
| Franco Pellizotti            | 56 pts |

### Classificació del millor jove
| Classificació del millor jove | Temps       |
| ----------------------------- | ----------- |
| Tony Martin                   | 43h 29' 53" |
| Andy Schleck                  | + 49"       |
| Vincenzo Nibali               | + 54"       |

### Classificació per equips
| Classificació per equips | Total        |
| ------------------------ | ------------ |
| AG2R La Mondiale         | 128h 53' 09" |
| Team Astana              | + 3"         |
| Team Columbia-HTC        | + 04' 45"    |

### Combativitat
- Johan van Summeren

## Abandonaments
- Kurt Asle Arvesen. No surt per una fractura a la clavícula produïda a l'etapa anterior.